# 永田晃司
永田 晃司（ながた こうじ、1981年7月31日 - ）は、日本の男子プロバスケットボール選手、指導者。ポジションはガード。

## 来歴
広島県出身。広島市立基町高等学校、拓殖大学を経て、2004年に実業団の葵企業に入社。2011年にチーム初の全日本実業団バスケットボール選手権大会ベスト8を経験。
2012年9月、JBLのレバンガ北海道と契約。2シーズン所属した後、2014年6月、bjリーグの埼玉ブロンコスに移籍。チームの中心選手の一人となり、2014-15シーズンbjリーグオールスターゲームに出場。
2015-16シーズンは岩手ビッグブルズに移籍。在籍5シーズン目の2019-20シーズンは選手兼任でヘッドコーチに就任した。
2020年8月、パスラボ山形ワイヴァンズのバスケットボールアカデミー スクールコーチに就任。

## 記録
| シーズン | チーム | GP | GS | MPG  | FG%  | 3P%  | FT%  | RPG | APG | SPG | BPG | TO  | PPG  |
| -------- | ------ | -- | -- | ---- | ---- | ---- | ---- | --- | --- | --- | --- | --- | ---- |
| 2012-13  | 北海道 | 24 |    | 2.2  | .154 | .000 | .500 | 0.4 | 0   | 0   | 0   | 0.3 | 0.3  |
| 2013-14  | 北海道 | 26 |    | 4.5  | .377 | .364 | .667 | 0.6 | 0.3 | 0.2 | 0   | 0.6 | 1.6  |
| 2014-15  | 埼玉   | 48 | 47 | 30.8 | .393 | .292 | .739 | 4.4 | 3.7 | 2.1 | 0.4 | 2.9 | 10.4 |
| 2015-16  | 岩手   |    |    |      |      |      |      |     |     |     |     |     |      |